# 우스타샤 민병대
우스타샤 민병대(크로아티아어: Ustaška vojnica)는 제2차 세계대전 기간 크로아티아에 세워진 추축국 괴뢰국인 크로아티아 독립국의 유일 집권당 우스타샤의 당군이다. 크로아티아 독립국의 육군 병력 역할을 수행했다.
우스타샤 민병대는 여러 차례 개편을 반복하면서 규모를 확장하여 향토방위군, 해군, 공군을 제외한 모든 병력을 산하에 두게 되었다. 1944년 12월에서 1945년 1월 사이에 향토방위군과의 통합 과정을 거쳐 크로아티아군으로 통합되었다.
우스타샤 민병대는 크로아티아 독립국 전역에 20여개의 강제수용소를 설립 및 운영한 것을 비롯해 여러 전쟁범죄에 책임이 있다. 유레 프란체티치의 제1상비활동여단, 베코슬라브 루부리치의 우스타샤 방위여단 등 악명높은 부대들이 이 조직 산하 부대였다.

## 계급장

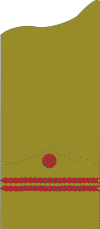
크릴니크 Krilnik 장성
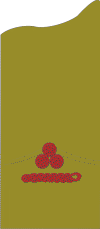
푸코브니크 Pukovnik 대령
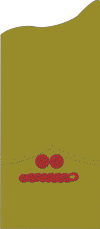
도푸코브니크 Dopukovnik 중령
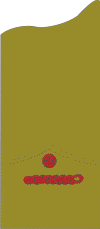
보지니크 Bojnik 소령
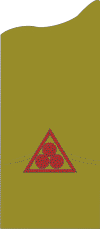
나드사트니크 Nadsatnik 상위
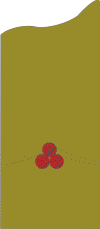
사트니크 Satnik 대위
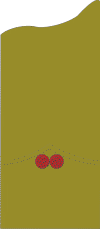
나트포루츠니크 Natporučnik 중위
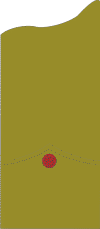
포루츠니크 Poručnik 소위
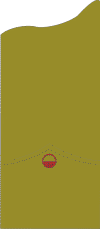
자스타브니크 Zastavnik 1등준위
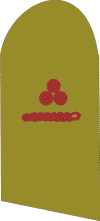
차스니츠키 나몌스니크 Časnički namjesnik 2등준위
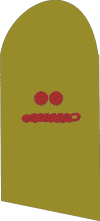
스토제르니 보드니크 원사
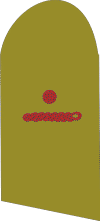
보드니크 Vodnik 상사
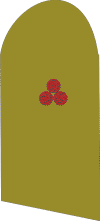
도보드니크 Dovodnik 중사
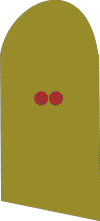
로즈니크 Rojnik 하사
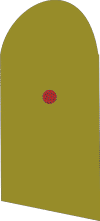
도로즈니크 Dorojnik 병장
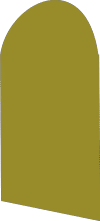
보지니차르 Vojničar 병

## 같이 보기
- 유고슬라비아 전선